# Bernd Hollerbach
Bernd Hollerbach (Würzburg, 8 december 1969) is een Duits voetbalcoach en voormalig voetballer.

## Spelerscarrière
In zijn jeugd speelde Bernd Hollerbach voor de plaatselijke voetbalclub ASV Rimpar uit Rimpar, dat in de buurt van Würzburg ligt. Vanaf 1988 speelde hij bij FC Würzburger Kickers met wie hij in het seizoen 1989/1990 promoveerde naar de toenmalige derde klasse, de Bayernliga. Daar onderscheidde hij zich en tijdens de winterpauze van het seizoen 1990/91 ging hij naar de toenmalige eersteklasser FC St. Pauli. Die club kon dat seizoen de degradatie naar de 2. Bundesliga niet omzeilen en speelde daarop met de Hamburgse club vier jaar lang in de tweede klasse speelde. In 1995 promoveerde hij met de club weer naar de Bundesliga, maar wisselde naar 1. FC Kaiserslautern. Daar bleef hij uiteindelijk maar een half jaar waarop hij naar Hamburger SV ging. Daar bleef hij tot 2004: in die periode won hij met Hamburg in 2003 de Duitse beker.
Hollerbach stond onder de bijnaam Holleraxt (Hollerbijl) bekend, een keiharde linksachter die elk seizoen wel 10 gele kaarten kreeg. Uiteindelijk zag hij in zijn hele carrière 98 keer geel en 3 keer rood. Alleen zijn tijdgenoot Stefan Effenberg zag meer kaarten, maar hij speelde wel meer wedstrijden dan Hollerbach.

## Trainerscarrière

### Begin
Na zijn spelerscarrière vatte Hollerbach zijn eerste trainerspost bij een vijfdeklasser uit Hamburg, VfL 93 Hamburg en promoveerde met de club naar de Oberliga Nord. Daarop ging hij in 2006 naar VfB Lübeck, een derdeklasser. Door te weinig succes zag Lübeck zijn promotiekansen langzaam wegsmelten en Hollerbach werd begin 2007 aan de deur gezet.

### Assistent van Magath
In de zomer van 2007 nam VfL Wolfsburg hem aan als assistent-trainer naast hoofdtrainer Felix Magath. Na een vijfde plaats in het seizoen 2007/08 werd Wolfsburg het seizoen daarop landskampioen. Magath verliet Wolfsburg na de landstitel voor Schalke 04, Hollerbach volgde hem samen met Josef Eichkorn en Werner Leuthard naar Gelsenkirchen. Toen Magath in 2011 ontslagen werd, vertrokken ook Hollerbach en Leuthard. De weg voerde opnieuw naar VfL Wolfsburg, waar Magath nog eens in 2012 ontslagen werd. Hollerbach verliet daarop Wolfburg op eigen verzoek.

### Würzburger Kickers
In februari 2014 kon Hollerbach Magath vergezellen naar Fulham FC, maar Hollerbach koos voor een nieuwe uitdaging: hij werd vanaf het seizoen 2014/15 de nieuwe hoofdtrainer van vierdeklasser FC Würzburger Kickers, dat in het seizoen daarvoor het Projekt 3x3 aangevat had: tegen het seizoen 2015/16 wilden de Kickers naar de 3. Liga promoveren. Hollerbach leidde de club naar de kampioenstitel in de Regionalliga Bayern, waardoor de club mocht deelnemen aan de play-offs om de promotie naar de derde klasse af te dwingen. Tegen 1. FC Saarbrücken bleken de Kickers in de strafschoppenreeks in de cruciale laatste thuiswedstrijd een maat te groot voor de Saarlanders. De Würzburger Kickers stonden op die manier voor het eerst sinds het seizoen 1977/78 in het profvoetbal.
De club maakte een zeer goede beurt in de 3. Liga: het werd derde in de reguliere competitie en plaatste zich zo voor een promotieduel tegen MSV Duisburg, de nummer 16 uit de 2. Bundesliga. De Würzburger Kickers wonnen de heenwedstrijd met 2-0 en wonnen in Duisburg met 1-2, waardoor de club voor het eerst in 38 jaar weer in de Duitse tweede divisie mocht uitkomen. Met Nieuwjaar stond de club nog zesde in de 2. Bundesliga, maar na een desastreuze terugronde waarin de club geen enkele keer won eindigde de club op het einde van het seizoen op een degradatieplaats. Na de degradatie namen trainer en club afscheid van elkaar.

### Hamburger SV
Hollerbach nam op 22 januari 2018 het roer over bij Hamburger SV, dat net Markus Gisdol had ontslagen. Hamburg stond op dat moment voorlaatste in de Bundesliga. Op 12 maart 2018 werd Hollerbach al aan de kant gezet als hoofdcoach. Dat gebeurde twee dagen nadat de club uit Hamburg door Bayern München met 6-0 over de knie was gelegd. Hollerbach was pas 49 dagen in dienst bij de club. In zeven wedstrijden kwam hij echter niet verder dan drie gelijke spelen. Beloftencoach Christian Titz nam de rest van het seizoen de taak van hoofdcoach op zich.

### Excel Moeskroen
Op 22 mei 2019 raakte bekend dat Hollerbach de nieuwe trainer zou worden van Royal Excel Moeskroen. Hij werd er de opvolger van zijn landgenoot Bernd Storck. Moeskroen had hem leren kennen tijdens een oefenduel tegen Würzburger Kickers in 2017. Van december 2019 tot februari 2020 moest Hollerbach ziek aan de kant staan, waarop Rudi Vata en Philippe Saint-Jean hem vervingen. Later verklaarde Hollerbach dat hij wellicht de eerste coronapatiënt in België is geweest.
Kort na zijn terugkeer brak de coronapandemie uit, waardoor de competitie na 29 speeldagen werd stopgezet. Op 10 juni 2020 liet Moeskroen weten dat trainer en club in onderling overleg uit elkaar gingen, omdat de club hem vanwege besparingsmaatregelen die nodig waren om de licentie te behalen niet langer dezelfde voorwaarden kon bieden.

### Sint-Truidense VV
In december 2020 was Hollerbach een serieuze kandidaat om Kevin Muscat op te volgen als trainer van Sint-Truidense VV, maar de onderhandelingen sprongen uiteindelijk af nadat de Duitser het niet eens raakte met de club over de invulling van zijn staf. STVV koos voor Peter Maes als trainer voor de tweede seizoenshelft. Maes trok na het einde van het seizoen naar Beerschot. Op 5 juni 2021 kondigde STVV aan dat Hollerbach zijn opvolger werd.